# Kuzeyboru GSK
Kuzeyboru GSK (turkiska: Kuzeyboru Gençlik ve Spor Kulübü) är en volleybollklubb (damer) från Aksaray, Turkiet. Klubben grundades 2017. Den började då i den fjärde översta serien inom turkiska volleyboll. Under de följande åren lyckades de varje säsong spela så pass bra så att varje säsong kvalificerade sig för spel i ligan ovanför, antingen genom att direkt kvalificera sig för den, eller indirekt kvalificera sig för den genom att andra lag valde att inte ställa upp i serien. Detta gjorde att de debuterade i Sultanlar Ligi (högsta ligan) 2020–2021. Första säsongen kom de 11:a och andra säsongen 8:a. Bägge säsongerna nådde de kvartsfinal i turkiska cupen.